# ミラクルジャンプ (岡村靖幸の曲)
「ミラクルジャンプ」は、岡村靖幸の24枚目のシングル。
2004年7月28日に、Def Jam Japanから発売された。

## 概要
約9年振りのアルバム「Me-imi」からの第2弾先行シングル。
フジテレビ系 『HEY! HEY! HEY! MUSIC CHAMP』エンディングテーマ。

## 収録曲
全曲 作詞・作曲・編曲：岡村靖幸
1. ミラクルジャンプ
2. ア・チ・チ・チ